# 修改定義
修改定義是修改詞語定義的做為。
修改定義有兩類，一是降低標準，這是將詞語的外延擴大，使之含括更多東西，例如將「蝙蝠」定義為「會飛的動物」，結果許多鳥都成了「蝙蝠」；二是提高標準，這是將詞語的外延縮小，使之含括更少東西，例如將「鳥」定義為「有羽毛又會飛的動物」，結果鸵鸟不是「鳥」。

## 定義的目的
依定義的目的，可將定義概分為兩類。
詞法定義（dictionary definition）是描述人們平時如何使用特定字詞，亦即界定該字詞的一般意義。詞法定義必須遵守語言社群的實際用法，有對錯可言，不可任意而為，因而詞法定義容易引來爭論。像是討論「死刑的成本」或其他刑罰的成本的時候，不應該隨便將「審判過程的成本」給列入，因為這樣做不符合一般人直觀上對「死刑的成本」的想法。
正確的詞法定義，其被定義項與定義項必須等值，如有東西符合定義項卻不符合被定義項，該定義便過強（過寬）；如有東西符合被定義項卻不符合定義項，該定義便過弱（過狹）。
定義可同時過強又過弱，例如定義「人是無毛的兩足動物」，便可能引來爭論：
- 「找隻雞把毛除去，除毛雞算是人嗎？」一般人是不會同意的，除毛雞符合定義項「無毛的兩足動物」，卻不符合被定義項「人」，因而此定義過強。
- 「找個人把一隻腳砍掉，他/她還算是人嗎？」一般人是會同意的，獨腳人符合被定義項「人」，卻不符合定義項「無毛的兩足動物」，因而此定義過弱。

約定定義（stipulative definition）是約定某字詞或符號在特定情境中的意義，一般是為了討論方便。約定定義可以不涉及該字詞的一般用法，因而通常無對錯之別。
例如有人想討論冰箱的價格和功能，為了方便討論，他可能會約定「我想討論的冰箱是指家用的冰箱」，以避免將商業或工業用冰箱包括在內。
邏輯或數學的代數也是一種約定定義，例如令x代表小明、y代表人類等等。
許多新詞彙在一開始是特定群體的約定定義，但由於實用，逐漸為整個語言社群接受，而成為詞典定義。

## 修改定義的適當性
修改定義是否恰當，應考慮其具體情境，例如：
基督徒都是誠實的

- 甲：基督徒都是誠實的。
- 乙：我看未必。小明奉主頗勤，天天禱告禮拜，卻被抓到在考試中作弊，足見基督徒未必都誠實。
- 甲：那是你的定義，不是我的定義。小明不誠實，當然不能稱作基督徒。

甲的說法有沒有問題，須考慮對話情境。此情境中甲似乎想說明一般人認為的「基督徒」是誠實的，既然如此，「基督徒」的意思自然應遵循語言社群的用法，不是甲喜歡如何理解都可以。
如果甲蓄意無視語言社群的實際用法，將「基督徒」的意義換成自己的用法，便是偷用了約定定義。甲使用約定定義並無對錯可言，然而乙並不知道這點，這導致乙和甲在雞同鴨講。
相對地，如果甲事先聲明他所談的「基督徒」是以誠實為必要條件，則較無誤導之嫌。然而，如果甲先如此聲明了，「基督徒都是誠實的」充其量是句廢話。
科學就是宗教

建立在信念上的活動就是宗教。科學研究總是建立於某些信念，例如物理學家相信自己的測量和計算是準確的，因此科學是宗教。

如果論者是為宗教下一個約定定義，其論述實質上相當於「科學是建立在信念上的活動」，並不特殊，且幾乎是廢話。即便如此，論者若進一步明說或暗示聽者產生更多聯想，比如「宗教是不嚴謹而不值採信的，因此，科學也是不嚴謹而不值採信的」，這推理是基於把「宗教」理解為一般意義（相信超自然或神祕力量，並據此推展的相關活動），與原論證沒有邏輯關聯，一旦這麼想，便犯了歧義謬誤。
如果論者真心認為「宗教」的詞法定義便是如此，反對方可藉由質疑這種定義，反駁論者的主張。
對於在論證中偷用約定定義以誤導他人想到該詞語一般意義下的主張的做為，有人稱為篡改定義或武斷修改定義（arbitrary redefinition），算是一種非形式謬論。

## 相關概念
- 乞題：修改定義是將關鍵詞賦予非一般的定義，並以此定義作為論證前提，此前提可視為論證的不當預設而加以質疑（例如：「『宗教』是否應該定義為『建立在信念上的活動』？」），故可視為乞題。
- 廢話謬誤：修改定義經常會把關鍵詞定義為除了使陳述成立以外毫無資訊價值的廢話，此時可視為廢話謬誤。
- 歧義謬誤：修改定義關鍵詞意義的人，經常試圖誤導他人相信該關鍵詞在一般情況下的語義，此與歧義謬誤相關

## 外部連結
- （英文） Logical Fallacy: Redefinition（页面存档备份，存于）